# Balacra oreophila
Balacra oreophila là một loài bướm đêm thuộc phân họ Arctiinae, họ Erebidae.